# Avis
Avis (dříve psáno Aviz) je portugalské městské společenství, s celkovou rozlohou 606 km2 a celkovou populací 5054 obyvatelů.
Obec se nachází v okrese Portalegre a skládá se z osmi farností. Současným starostem je Manuel Maria Liberio Coelho, zvolen za stranu Jednotná demokratická koalice. Obecní dovolená je na Velikonoční pondělí.

## Farnosti
- Alcórrego
- Aldeia Velha
- Avis
- Benavila
- Ervedal
- Figueira e Barros
- Maranhão
- Valongo

## Galerie

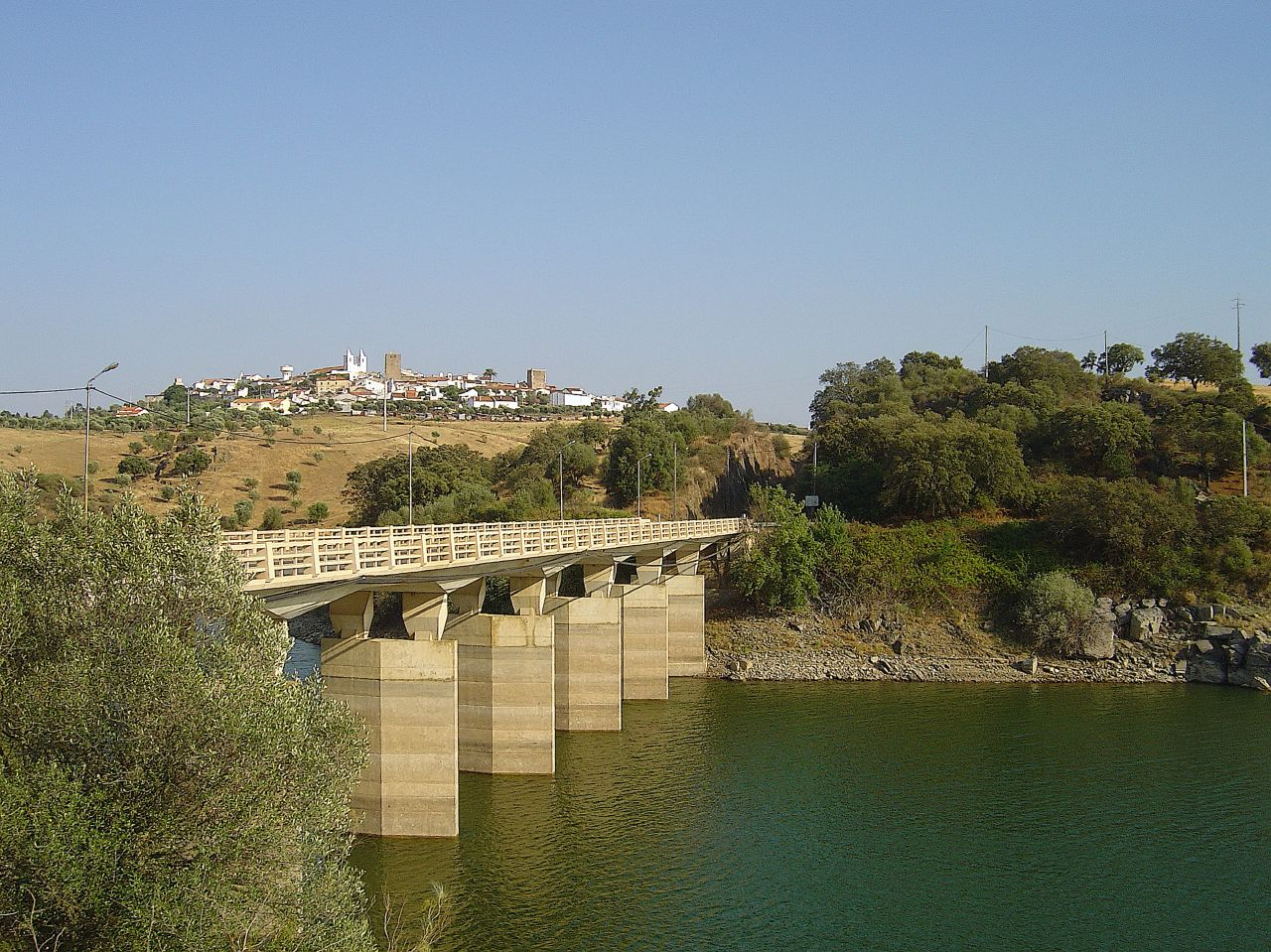
Most přes řeku
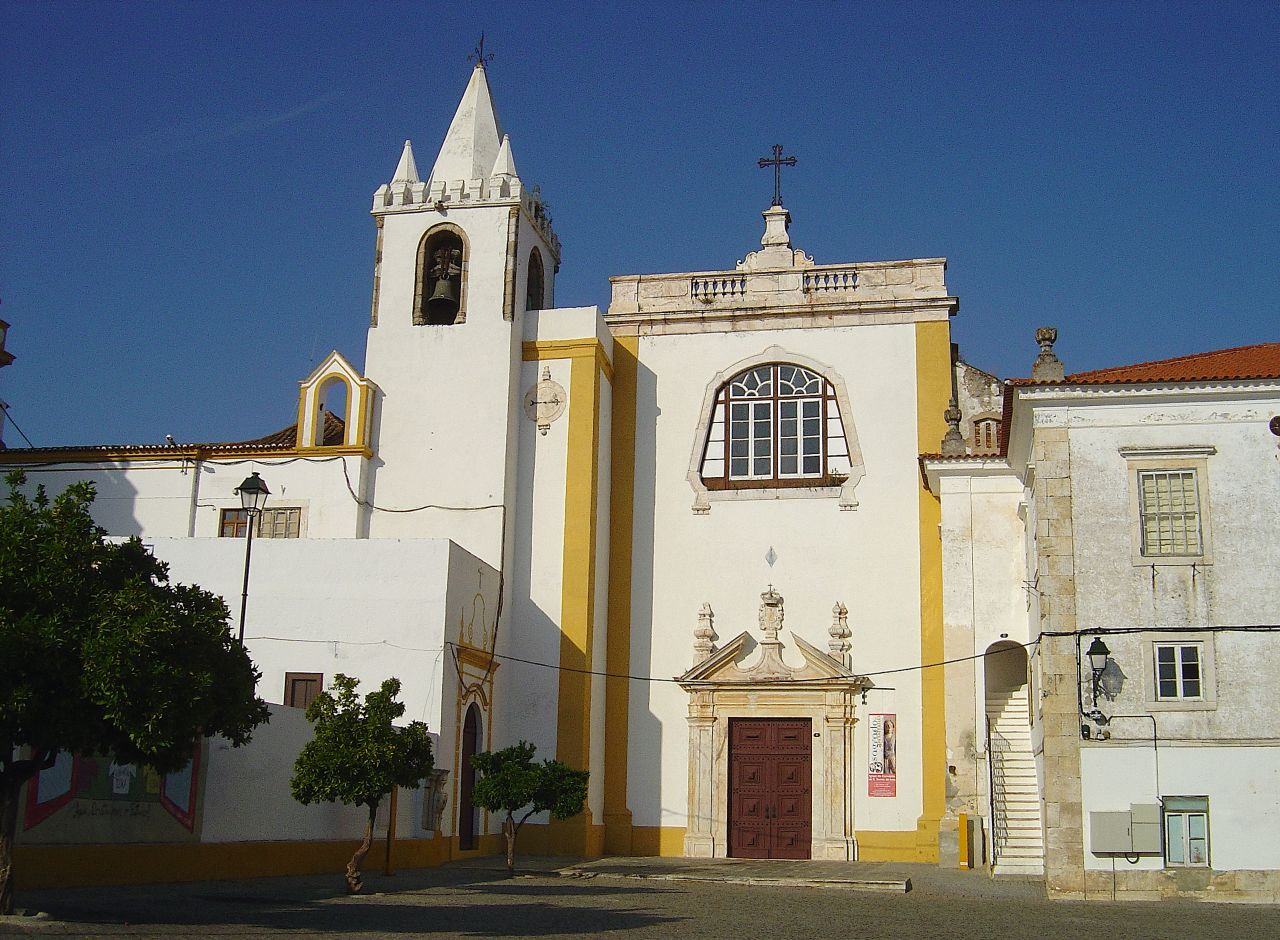
Místní kostel